# Andrea Piedimonte
Andrea Piedimonte Bodini (Napoli, 8 luglio 1971) è un attore e produttore cinematografico italiano.

## Biografia
Andrea Piedimonte Bodini è un attore e produttore italiano. Nato a Napoli nel 1971, dal ’93 vive e lavora tra gli Stati Uniti e l’Italia. Ha conseguito gli studi teatrali al prestigioso Lee Strasberg Theater Institute di New York dove ha cominciato a lavorare in cortometraggi e spettacoli Off-Off Broadway, per poi far parte del New York Italian Theater Company, un ensemble teatrale che recitava sia in inglese che in italiano, divenendone poi componente del consiglio di amministrazione.
Nello stesso periodo, ha cominciato la sua carriera professionale nel cinema grazie a Woody Allen. Egli ha infatti interpretato il gondoliere fidanzato di Natasha Lyonne nel film Tutti dicono I Love You. In seguito, è venuta la televisione: prima per la CBS, con la soap opera Guiding Light (Sentieri in Italia); poi, nel 1998, selezionato da Enrico e Carlo Vanzina, è ritornato in Italia per impersonare Ciro, il povero ma romantico pescatore protagonista nella miniserie televisiva Anni '50, trasmessa su Canale 5.
Sempre in Italia, Andrea è stato co-protagonista nella seconda stagione di Le ragazze di piazza di Spagna, fiction di prima serata per RAIDUE, e con Fabio Canino nella produzione italiana della pluripremiata commedia teatrale Making Porn, di Ronnie Larsen. Andrea si è susseguentemente trasferito a Los Angeles, sull’onda dell’attenzione suscitata a livello internazionale dal suo ruolo in Hannibal, di Ridley Scott. In America, ha recitato nell’acclamata serie Curb Your Enthusiasm della HBO. In Italia, nella fiction Soldati di pace girata per RAIUNO da Claudio Bonivento per poi tornare in america a fare un cameo per il pluri premiato Georg Stanford Brown in The Long Shot.
Piedimonte appare spesso come ospite di puntata nelle fiction italiane: Un ciclone in famiglia, Rex 3, Il Commissario Manara 2, Che Dio ci aiuti 2, Don Matteo 9, A un passo dal cielo 4 e nella versione televisiva di Immaturi del 2016.
Dal 2005 Andrea Piedimonte ha anche intrapreso la carriera di produttore associandosi alla MK Film, per lo sviluppo e la realizzazione di All the Invisible Children: lungometraggio a episodi girato in tutto il mondo dai grandi cineasti Mehdi Charef, Emir Kusturica, Spike Lee, Katia Lund, Ridley Scott con la figlia Jordan, John Woo e l’allora esordiente Stefano Veneruso, a favore di un fondo benefico creato e gestito appositamente dall’UNICEF e dal World Food Programme. All the Invisible Children è stato proiettato con grande successo di critica e pubblico nei più importanti festival internazionali ed è stato distribuito in più di 120 paesi nel mondo.
Da allora è coinvolto nello sviluppo di svariati progetti multimediali a cavallo tra i due paesi nella doppia veste di attore e produttore. Nel 2009 si creò un sodalizio tra Piedimonte e l’autore americano Richard Vetere (candidato al Pulitzer nel 2002) grazie alla prima rappresentazione newyorchese di Caravaggio, scritto e diretto da Vetere ed interpretato da Piedimonte che l’ha poi tradotto e prodotto in Italia in suggestivi allestimenti ai Musei Capitolini, a Capri e a Porto Ercole, durante l’anno del 400º anniversario della morte del grande pittore. 
Nella primavera del 2017, Piedimonte è stato nuovamente scelto da Ridley Scott per interpretare il magistrato Corvo, al fianco di Mark Wahlberg e Michelle Williams, nel film sulla vicenda del rapimento di John Paul Getty III, All the Money in the World.
Piedimonte ha lavorato in numerosi settori, dalla ricerca oceanografica, presso la Bermuda Biological Station for Research, nel 1993, alla gestione immobiliare, di cui si occupa tuttora. È trilingue in quanto parla italiano, inglese e francese.

## Filmografia parziale
- Tutti dicono I Love You, regia di Woody Allen (1996)
- Sentieri (2 episodi) (1996-1997)
- Anni '50 - miniserie televisiva (1998)
- Le ragazze di piazza di Spagna 2 episodi (1999)
- Hannibal, regia di Ridley Scott (2001)
- Soldati di pace (2002)
- Curb Your Enthusiasm (1 episodio) (2004)
- Un ciclone in famiglia (3 episodi) (2005)
- All the Invisible Children (Producer) (2006)
- Fly Light (2009)
- Rex (1 episodio) (2011)
- Il commissario Manara (12º episodio della seconda serie) (2011)
- Che Dio ci aiuti (1 episodio) (2012)
- Tutti i soldi del mondo (All the Money in the World), regia di Ridley Scott (2017)
- House of Gucci, regia di Ridley Scott (2021)
- Signora Volpe - serie TV, episodio 1x03 (2022)